# Piz Minschun
Piz Minschun är en bergstopp i Schweiz.   Den ligger i regionen Engiadina Bassa/Val Müstair och kantonen Graubünden, i den östra delen av landet, 210 km öster om huvudstaden Bern. Toppen på Piz Minschun är 3 068 meter över havet, eller 350 meter över den omgivande terrängen. Bredden vid basen är 2,7 km.
Terrängen runt Piz Minschun är bergig söderut, men norrut är den kuperad. Runt Piz Minschun är det glesbefolkat, med 10 invånare per kvadratkilometer.. Närmaste större samhälle är Scuol, 6,2 km sydost om Piz Minschun. 
I omgivningarna runt Piz Minschun växer i huvudsak barrskog.